# كاميل فاسيك
كاميل فاسيك (بالتشيكية: Kamil Vacek)‏ (18 مايو 1987 بأوستي ناد أورليتسي في التشيك - ) هو لاعب كرة قدم تشيكي في مركز الوسط. شارك مع منتخب التشيك تحت 17 سنة لكرة القدم ومنتخب التشيك تحت 19 سنة لكرة القدم ومنتخب جمهورية التشيك تحت 20 سنة لكرة القدم ومنتخب جمهورية التشيك تحت 21 سنة لكرة القدم ومنتخب جمهورية التشيك لكرة القدم. أما مع النوادي، فقد لعب مع أرمينيا بيليفيلد وبياست غليفيتسه وسبارتا براغ وكييفو فيرونا ونادي سيغما أولوموتس ونادي ملادا بوليسلاف.

## روابط خارجية
- كاميل فاسيك على موقع الاتحاد التشيكي (الإنجليزية)
- كاميل فاسيك على موقع قاعدة بيانات كرة القدم.إي يو (الإنجليزية)
- كاميل فاسيك على موقع ناشيونال فوتبول تيمز (الإنجليزية)
- كاميل فاسيك على موقع Soccerway.com (الإنجليزية)
- كاميل فاسيك على موقع عالم كرة القدم.نت (الإنجليزية)
- كاميل فاسيك على موقع AS.com (الإسبانية)